# Oddział detaszowany
Oddział detaszowany – jednostka organizacyjna wojska, której miejsce stacjonowania jest znacznie oddalone od macierzystego oddziału, co powoduje problemy w komunikowaniu się z przełożonymi. W II RP w latach 1919-1925 na mocy obowiązujących przepisów prawnych dowódcy oddziałów detaszowanych otrzymywali zwiększony zakres władzy dyscyplinarnej.
W myśl „Dyscyplinarnych przepisów karnych dla Armii” z 1919 zgodnie z §13.: Za detaszowane należy uważać te oddziały, które tak są oddalone od bezpośrednio wyższego przełożonego, że nie mogą bezpośrednio otrzymywać jego rozkazów dziennych, o ile nie weszły pod rozkazy innego zastępującego jego miejsce przełożonego.
W roku 1920 Ministerstwo Spraw Wojskowych wydało: „Przepisy Dyscyplinarne dla Wojska i postanowienia o zażaleniach”. W przepisach tych w Art. 36. pojawiła się nowa skrócona definicja oddziałów detaszowanych: Za Detaszowane uważa się samodzielne oddziały, które nie mogą, z powodu oddalenia od wyższego przełożonego wojskowego, otrzymywać bezpośrednio jego rozkazów dziennych.
W przepisach tych w Art. 37. zawarto uprawnienia oficerów detaszowanych: Władza dyscyplinarna oficerów w oddziałach detaszowanych. Zakres władzy dyscyplinarnej dowódców detaszowanych, zależnie od właściwości tych oddziałów, jako jednostek taktycznych, jest o jeden stopień wyższy, w ten sposób, że dowódcy kompanii, przysługują prawa dowódcy batalionu itd. Oficerom dowodzącym oddziałami detaszowanymi mniejszymi od kompanii, służy władza dyscyplinarna dowódcy kompanii.
W 1923 roku za oddział detaszowany uznano oddział który ze względów służbowych jest oddalony od własnej jednostki posiadającej komisję gospodarczą. Otrzymuje wówczas prawo samodzielności i większy zakres działania. W odróżnieniu od oddziału który ze względów taktycznych jest oddalony od własnej jednostki, taki oddział (oddział dependujący) zostaje przydzielony do obcej komisji gospodarczej.
W 1925 weszło w życie:: "Rozporządzenie Prezydenta Rzeczypospolitej z dnia 22 sierpnia 1925 r. w sprawie wojskowych przepisów dyscyplinarnych". W dokumencie tym zrezygnowano z używania określenia: oddziały detaszowane, a w jego miejsce użyto terminu: oddziały wydzielone, bez podawania jednak definicji takiego oddziału. tak określonych oddziałów wydzielonych nie obowiązywały restrykcje dotyczące wcześniej zdefiniowanych oddziałów detaszowanych, czyli między innymi nie obowiązywała konieczność działania w oddaleniu od oddziału macierzystego. W dokumencie tym można między innymi znaleźć przepisy o podobnej treści jakie znajdowały się w dokumentach z lat poprzednich, które wcześniej dotyczyły oddziałów detaszowanych, a w 1925 odnosiły się do oddziałów wydzielonych. Przykładowy paragraf z tego rozporządzenia: § 30. Zakres władzy dyscyplinarnej dowódców oddziałów wydzielonych. Zakres władzy dyscyplinarnej dowódców oddziałów wydzielonych lub transportów jest o jeden stopień wyższy, to znaczy, że dowódcy kompanii wydzielonej przysługuje zakres władzy dyscyplinarnej dowódcy batalionu, dowódcy batalionu zakres władzy dowódcy pułku itd. Oficerom dowódcom oddziałów wydzielonych mniejszych od kompanii (szwadronu, baterii) przysługuje władza dyscyplinarna dowódcy kompanii.
Francja przeprowadzając reorganizację swoich sił zbrojnych pod koniec lat '20 XX wieku, rozpoczęła likwidację oddziałów detaszowanych. Generał Georges Henri Brissaud-Desmaillet (jeden z twórców reformy) uważał, że oddziały te ani pod względem wyszkolenia, mobilizacji czy administracji nie mogą stanowić integralnej części swych macierzystych jednostek. Dlatego oddziały te wracały z dyslokacji do garnizonów pułków lub zupełnie się usamodzielniały.
Przykładem oddziałów detaszowanych m.in. był utworzony w październiku 1920 roku Oddział Detaszowany Flotylli Wiślanej działający na Pinie i Prypeci. Dowódcami byli w kolejności: kpt. mar. Bohdan Jarociński, por. mar. Aleksander Mohuczy i kmdr ppor. Edward Rosenbaum. W dniu 1 marca 1922 roku, Oddział Detaszowany Flotylli Wiślanej przemianowano na Flotyllę Pińską, a jej pierwszym dowódcą został kpt. mar. Marian Wolbek.
Oddziałem detaszowanym była również utworzona w lecie 1920 roku kompania wysokogórska, część 3 pułku strzelców podhalańskich z Bielska. W różnych okresach czasu nosiła miano „Szkoła Wysokogórska”, „pluton wysokogórski”. Oddział ten został zlikwidowany w 1931 roku.
7 lipca 1945 powstał oddział detaszowany czyli polski zespół inspekcyjny na półwysep Hel. Był to jedyny polski oddział do 1948 roku na półwyspie wśród jednostek Armii Czerwonej.

## Przypisy

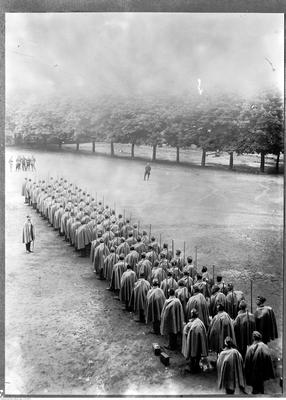
Oddział detaszowany 3 pspodh

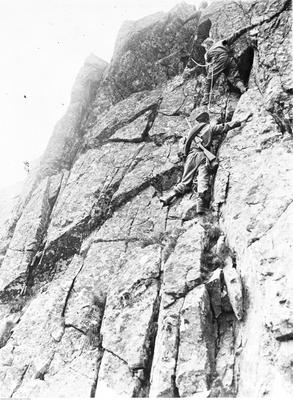
Ćwiczenia wysokogórskiego oddziału detaszowanego 3 pułku strzelców podhalańskich w Tatrach. Wspinaczka na ścianie.